# Catharina Weiss
Catharina Weiss (Stuttgart, 2 de junio de 2000) es una jugadora de baloncesto en silla de ruedas alemana que jugó para el equipo nacional alemán en los Juegos Paralímpicos de Tokio 2020 y los Juegos Paralímpicos de París 2024.

## Biografía
Nació en Stuttgart, Alemania, el 2 de junio de 2000. Asistió a la Escuela Käthe Kollwitz en Esslingen-Zell, donde se graduó en 2019. Su médula espinal fue dañada por un tumor cuando tenía dos meses de edad. Fue activa en deportes, entre ellos natación, monoesquí y baloncesto en silla de ruedas, que empezó a practicar a los nueve años. Está clasificada como una jugadora de 1.0 puntos.
El club RSKV Tübingen organizó un entrenamiento mensual para jóvenes, al que participó Weiss. Comenzó a asistir a sesiones de entrenamiento semanales y luego jugó en competiciones estatales y regionales, y finalmente jugó para Rolling Chocolate en Heidelberg en la temporada 2015/2016. Dos años más tarde se trasladó a los Ulm Sabres, alegando que Ulm estaba un poco más cerca que Heidelberg. En 2018, formó parte del equipo nacional en el Campeonato Mundial de Baloncesto en Silla de Ruedas de 2018 en Hamburgo, donde el equipo alemán derrotó a China para ganar el bronce.
En 2019, recibió una beca deportiva para la Universidad de Alabama, que tiene un distinguido equipo de baloncesto en silla de ruedas, y comenzó a estudiar marketing y negocios allí. Se unió al club RSV Lahn-Dill en 2020 y formó parte del equipo que ganó la Liga de Campeones de 2021 y el campeonato nacional de 2022. En marzo de 2024 anunció que dejaría el RSV Lahn-Dill al final de la temporada 2023/2024.
Fue nombrada como una de las Cinco Estrellas en el Campeonato Mundial de Baloncesto en Silla de Ruedas Femenino Sub-25 de 2019, y pasó a jugar con el equipo nacional en los Juegos Paralímpicos de Tokio 2020, el Campeonato Europeo Femenino IWBF 2021 en Madrid, el Campeonato Mundial de Baloncesto en Silla de Ruedas 2022 en Dubái, el Campeonato Europeo Femenino IWBF 2023 en Róterdam y los Juegos Paralímpicos de París 2024.